# Abandon (album)
Abandon je šestnácté studiové album britské skupiny Deep Purple. Jeho nahrávání probíhalo na Floridě od roku 1997 do roku 1998 a vyšlo v červnu 1998 u vydavatelství EMI Records (UK) a CMC International (US). Jde o poslední studiové album, na kterém hraje původní člen skupiny Jon Lord.

## Seznam skladeb
| Pořadí | Název               | Autor                                  | Délka |
| ------ | ------------------- | -------------------------------------- | ----- |
| 1.     | Any Fule Kno That   | Gillan, Morse, Glover, Lord, Paice     | 4:29  |
| 2.     | Almost Human        | Gillan, Morse, Glover, Lord, Paice     | 4:26  |
| 3.     | Don't Make Me Happy | Gillan, Morse, Glover, Lord, Paice     | 4:56  |
| 4.     | Seventh Heaven      | Gillan, Morse, Glover, Lord, Paice     | 5:25  |
| 5.     | Watching the Sky    | Gillan, Morse, Glover, Lord, Paice     | 5:26  |
| 6.     | Fingers to the Bone | Gillan, Morse, Glover, Lord, Paice     | 4:47  |
| 7.     | Jack Ruby           | Gillan, Morse, Glover, Lord, Paice     | 3:48  |
| 8.     | She Was             | Gillan, Morse, Glover, Lord, Paice     | 4:19  |
| 9.     | Whatsername         | Gillan, Morse, Glover, Lord, Paice     | 4:26  |
| 10.    | '69                 | Gillan, Morse, Glover, Lord, Paice     | 4:59  |
| 11.    | Evil Louie          | Gillan, Morse, Glover, Lord, Paice     | 4:56  |
| 12.    | Bludsucker          | Blackmore, Gillan, Glover, Lord, Paice | 4:27  |

## Obsazení
- Ian Gillan – zpěv
- Roger Glover – baskytara
- Jon Lord – varhany, klávesy
- Steve Morse – kytara
- Ian Paice – bicí